# Stupid Love
«Stupid Love» es una canción interpretada por la cantautora estadounidense Lady Gaga, incluida en su sexto álbum de estudio, Chromatica (2020). Fue escrita por Gaga con ayuda de BloodPop, Tchami, Max Martin y Ely Rise, mientras que su producción quedó a cargo de BloodPop y Tchami. Interscope Records la lanzó oficialmente como primer sencillo del álbum el 28 de febrero de 2020, aunque se había filtrado un mes antes a través de Internet. La letra trata sobre tener el valor de volver a amar luego de haber pasado por una ruptura.
La canción fue bien recibida por la crítica, quienes ofrecieron comentarios positivos por su mensaje, la producción y la voz de Gaga, con varios escritores considerándola como un regreso digno de la artista a la música pop tras su incursión en otros estilos musicales con los álbumes Cheek to Cheek (2014), Joanne (2016) y A Star Is Born (2018). Asimismo, tuvo un buen rendimiento comercial tras haber ingresado a los diez primeros de la lista semanal de éxitos de Australia, Canadá, los Estados Unidos, Irlanda y el Reino Unido. Su videoclip, que estuvo dirigido por el australiano Daniel Askill, fue lanzado en simultáneo con la canción el 28 de febrero de 2020. Una remezcla realizada por Coucou Chloe formó parte de Dawn of Chromatica (2021).

## Antecedentes y composición
En enero de 2020, fue filtrada a través de Internet una pista de Gaga titulada «Stupid Love», que varios medios especularon que se trataba de un tema de su siguiente álbum. La canción rápidamente se volvió viral a través de Twitter y Gaga se quejó de quienes la habían filtrado. No fue hasta un mes después, el 25 de febrero, que anunció mediante sus redes sociales que la canción sería lanzada el 28 de ese mismo mes y que, en efecto, sería el primer sencillo de su sexto álbum de estudio. Tiempo después, el 16 de marzo, en una entrevista con la revista Paper, Gaga comentó que estuvo a punto de descartarla como sencillo debido a la filtración, pero más tarde consideró que habría desperdiciado mucho tiempo en la grabación y preparación para el videoclip y demás aspectos. La canción fue escrita por Gaga con ayuda de BloodPop, con quien ya había trabajado para su álbum Joanne (2016) y la banda sonora de A Star Is Born (2018). También recibió apoyo de Tchami, Max Martin y Ely Rise; este fue su primer trabajo con Martin, a lo que comentó en una entrevista con Beats 1: 

Nunca había trabajo con él, porque siempre pensaba «escribo y produzco mi propia música, no necesito trabajar con Max, ¿verdad?». Y luego decidí dejar de ser tan estúpida y por fin lo conocí. [...] Básicamente, canté encima de una pista que BloodPop hizo, y luego se la enviamos a Max, que decidió quitarle algunas partes y me la reenvió. Entonces escribí la letra y la combiné con una melodía que tenía días en mi cabeza, luego fui a su estudio y me senté en el piano para tocarle «Stupid Love». Lo miré y le dije «esto es lo que tengo para ti, y para mí esta canción solo se levanta por sí sola si la canto en el piano y aún suena como un éxito». Él me miró y me dijo que le encantaba y la empezamos a grabar. Hice un calentamiento vocal y me metí en la cabina y la canté, y lo que escuchas en «Stupid Love» es exactamente lo que hicimos ese día.

La letra de «Stupid Love» trata sobre tener el valor de volver a amar luego de haber pasado por una ruptura y lo emocionante que puede ser. Para algunos articulistas, alude a la ruptura de Gaga con su antiguo prometido, Christian Carino. La producción quedó a cargo de BloodPop y Tchami, quienes la trabajaron como un tema dance pop similar al de Artpop (2013), y tiene una duración de tres minutos con trece segundos.

## Recepción

### Comentarios de la crítica
Christopher Rosa de la revista Glamour dijo que la canción «tiene la esencia de la Gaga clásica» y la describió como «grande, brillante y explosiva, con ritmos electrónicos y estribillos que suenan a himno». Claire Shaffer y Althea Legaspi de Rolling Stone expresaron que se convierte «en un éxito dance». Para Alyssa Bailey de la revista Elle la canción es «un himno pop». Joey Nolfi de Entertainment Weekly afirmó que recuerda a Born This Way (2011) y cuenta con «ritmos infecciosos acompañados de una voz estremecedora». Harry Fletcher de Evening Standard sostuvo que «Stupid Love» marca «el regreso de la Gaga clásica, y es un tremendo, eufórico y fuerte tema pop, cargado con ganchos que recuerdan al subestimado Artpop». Para Rhian Daly de NME, la canción es «una gloriosa resurrección de la estrella pop más extravagante del siglo XXI y un electrizante y potente tema listo para arrasar las pistas de baile». Jason Lipshutz de la revista Billboard escribió:

«Stupid Love» marca el regreso de Gaga a su planeta de origen tras alejarse del synth pop de Artpop en 2013: es simple, descarada, impecablemente concebida y vertiginosamente efectiva, con Gaga cantando sobre lo que le apasiona. Podrá no ser desgarradora, pero ya para eso tenemos «Million Reasons» y «Shallow»; Gaga consideró que ya era hora de divertirse y «Stupid Love» creará gran arte en las pistas de baile durante los meses siguiente.

Jon Pareles de The New York Times escribió que es «un viaje de regreso al brillante y espléndido sonido disco de The Fame, estas son las raíces de Gaga, y es emocionante escuchar su regreso tan entusiasta a los himnos de las pistas de baile que la liberaron a ella y a sus seguidores». Spencer Kornhaber de The Atlantic afirmó que es «un glorioso regreso» pues Gaga y Max Martin consiguen un «balance entre sonidos pegadizos bien medidos y una potente voz llena de sentimiento», y expresó que «Stupid Love» es «suave, dulce y metódica, lo cual, cabe destacar, es la esencia del sonido sueco». Sam Stryker de NBC News dijo que tiene «un ritmo arrasador, una producción hábil y una poderosa voz» y que es «un magnífico regreso al pop que solo es prueba de que, aunque Gaga no inventó las riendas del pop, mientras que sus competidoras montan bicicletas, ella maneja un Tesla».
«Stupid Love» fue considerada por Consequence of Sound como la sexta mejor canción lanzada en 2020, a lo que escribieron: «Es la canción que deseas escuchar en la pista de baile de la boda de un amigo, la que reproduces a todo volumen mientras conduces con los vidrios abajo del trabajo a casa, la que escuchas en el gimnasio para sobrellevar cual sea el horrible ejercicio que estás haciendo. Es una canción perfecta que, en un mundo normal, estaríamos hartos de escucharla tanto en la radio, pero en cuarentena, es justo lo que todos estábamos esperando: bailar junto a tus amigos». La revista Rolling Stone la consideró la décima sexta mejor canción de 2020 y escribió que «Gaga entrega un gancho colorido y brillante tras otro, y suena genuinamente como si se estuviera divirtiendo, finalmente una estrella ha renacido». La revista Billboard la colocó en la trigésima primera posición de su listado de las 100 mejores canciones de 2020 y sostuvo: «Pese a que no teníamos ningún lugar a dónde ir este año, el regreso de la estrella del pop fue la enérgica pista que sonó en todas nuestras rutinas de ejercicio en casa, nuestras caminatas de mediodía para despejar la mente e incluso nuestros bailes en la habitación, para algunos».

### Recibimiento comercial
En los Estados Unidos, «Stupid Love» debutó en la quinta posición del Billboard Hot 100, con lo que fue la décima sexta canción de Gaga en ingresar a los diez primeros y además su debut más alto desde «The Edge of Glory» en 2011. Con ello, Gaga se convirtió en la quinta artista en posicionar una canción dentro de los diez primeros en las décadas de 2000, 2010 y 2020. De igual manera, debutó en la primera posición del Digital Songs con 53 000 copias vendidas, lo que además la hizo la séptima canción de Gaga en llegar a la cima de dicho listado. Esa misma semana también debutó en la novena posición del Streaming Songs con 19.7 millones de streams y en la cuadragésima del Radio Songs con una audiencia radial de 23.7 millones. La canción también debutó en la primera posición del Hot Dance/Electronic Songs, el segundo número 1 de Gaga en dicho listado, tras «Applause». Durante la semana de estreno de Chromatica (2020), ubicó el cuarto lugar y fue una de las cinco canciones del álbum en estar dentro del top 10 junto con «Rain on Me» (puesto 1), «Sour Candy» (puesto 3), «Alice» (puesto 7) y «911» (puesto 10), lo que convirtió a Gaga en la primera artista en posicionar cinco canciones dentro de los diez primeros del listado de manera simultánea. Por otra parte, en Canadá llegó hasta la séptima posición del Canadian Hot 100 y obtuvo un disco de doble platino por vender 160 000 unidades.
En el Reino Unido, debutó en la quinta posición del UK Singles Chart con 41 000 unidades vendidas, con lo que marcó el mejor debut de esa semana y le dio a Gaga su decimotercer tema en ingresar a los diez primeros. Aunque fue la canción más vendida de la semana, fue la duodécima con más streaming, lo que provocó que no debutara directamente en la cima del listado. Posteriormente recibió un disco de platino por vender 600 000 copias en territorio británico. Situación similar ocurrió en Irlanda, donde fue la canción más vendida de la semana, pero dados sus bajos índices de streaming, debutó en la sexta casilla de su listado oficial, con lo que fue el décimo quinto tema de Gaga en ingresar a los diez primeros. En Italia, alcanzó el puesto 15 y fue certificada con disco de oro por 35 000 unidades vendidas. «Stupid Love» también logró ingresar a los veinte primeros en varios países de Europa, entre estos Hungría (puesto 1), Croacia (puesto 2), Suiza (puesto 6), la República Checa (puesto 7), Grecia (puesto 10), Finlandia (puesto 14), Austria (puesto 17) y Bélgica (puesto 20). En Francia, a pesar de haber llegado solo a la posición 36, fue certificada con disco de platino por exceder las 200 000 unidades.
En Australia, debutó en la séptima posición de la lista oficial de éxitos del país, con lo que fue el mejor debut de la semana y también dio a Gaga su décima tercera canción en ingresar a los diez primeros. Más tarde recibió un disco de oro por vender 35 000 copias en el país.

## Vídeo musical

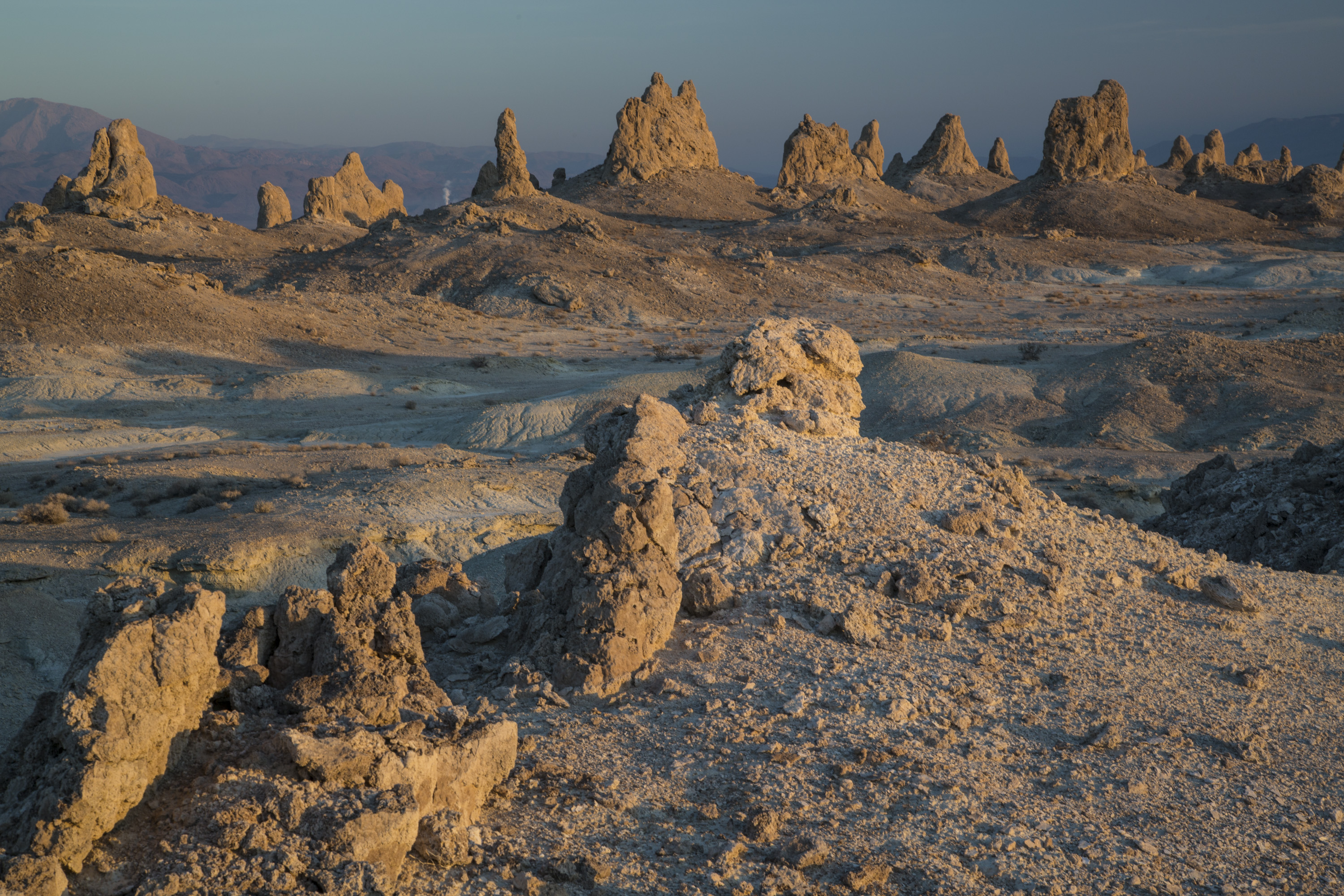
El videoclip de «Stupid Love» fue filmado en los Pináculos de Trona, en California (Estados Unidos).

El 27 de febrero de 2020, Gaga reveló que el videoclip de «Stupid Love» sería lanzado simultáneamente con la canción al día siguiente en las distintas plataformas como YouTube y Apple Music, además de mostrar un adelanto. El videoclip fue dirigido por el australiano Daniel Askill y grabado completamente con el iPhone 11 Pro en los Pináculos de Trona en California (Estados Unidos). Su trama se desarrolla en un mundo distópico llamado Chromatica y gira en torno a varias tribu que luchan por el control de las tierras, mientras Gaga intenta promover el amor y respeto en medio del caos. Dentro del mundo del videoclip, existen un total de seis tribu, cada una con un nombre, símbolo y color; el color rosa es atribuido a los Kindness Punks (tribu a la que Gaga pertenece dentro del mundo ficticio), el azul para los Freedom Fighters, el negro para los Junkyard Scavengers, el rojo para los Government Officials, el verde para los Eco Warriors y el amarillo para los Cyber Kids.
El diseño de vestuarios estuvo a cargo de la diseñadora Laurel DeWitt, quien se caracteriza por su selección de tonalidades y materiales metálicos. Al respecto, DeWitt comentó que los diseños se alejan de la estética exagerada de Gaga durante sus primeros trabajos, pero aún mantienen un sentido extravagante. Asimismo, el maquillaje quedó a cargo de Sarah Tanno, quien utilizó productos pertenecientes a la línea de maquillaje de Gaga, Haus Laboratories. Según expresó, la artista debía lucir como si «utilizara una armadura», ya que el concepto del videoclip giraba en torno a luchar por el amor. También reveló que toda la promoción del álbum llevaría una imagen similar enfocada al color rosa, ya que, para Gaga, es el color que representa al amor. Craig Jenkins de Vulture comparó la estética del vídeo con la de «Genesis» de Grimes, así como del videojuego Bayonetta y las sagas de Star Trek y Mad Max.
El videoclip logró medio millón de visitas en YouTube en menos de una hora de haberse publicado. Chris Murphy de Vulture describió el vídeo como «una clásica fantasía pop de los inicios de Gaga». Mike Wass de Idolator expresó que «no podría ser el inicio de una era para Gaga sin un vídeo icónico, y sin duda ofrece un clip cósmico, que a pesar de haber sido grabado con un iPhone, se ve costoso y extravagante». Jennifer McClellan de USA Today comentó sobre el vídeo que es «espectacular y destacada en el uso de elementos clásicos de Gaga como las elaboradas coreografías, una narrativa interesante y muchos colores», además de decir que es «muy innovador y divertido de ver». Joey Nolfi de Entertainment Weekly expresó que «es un colorido y genial videoclip destinado a salvar la música». Harry Fletcher de Evening Standard sostuvo que, al igual que la canción, el vídeo es «una vívida fantasía de la ciencia ficción de los años 1960 con una legión de bailarines».

## Presentaciones en vivo, uso en los medios y remezclas

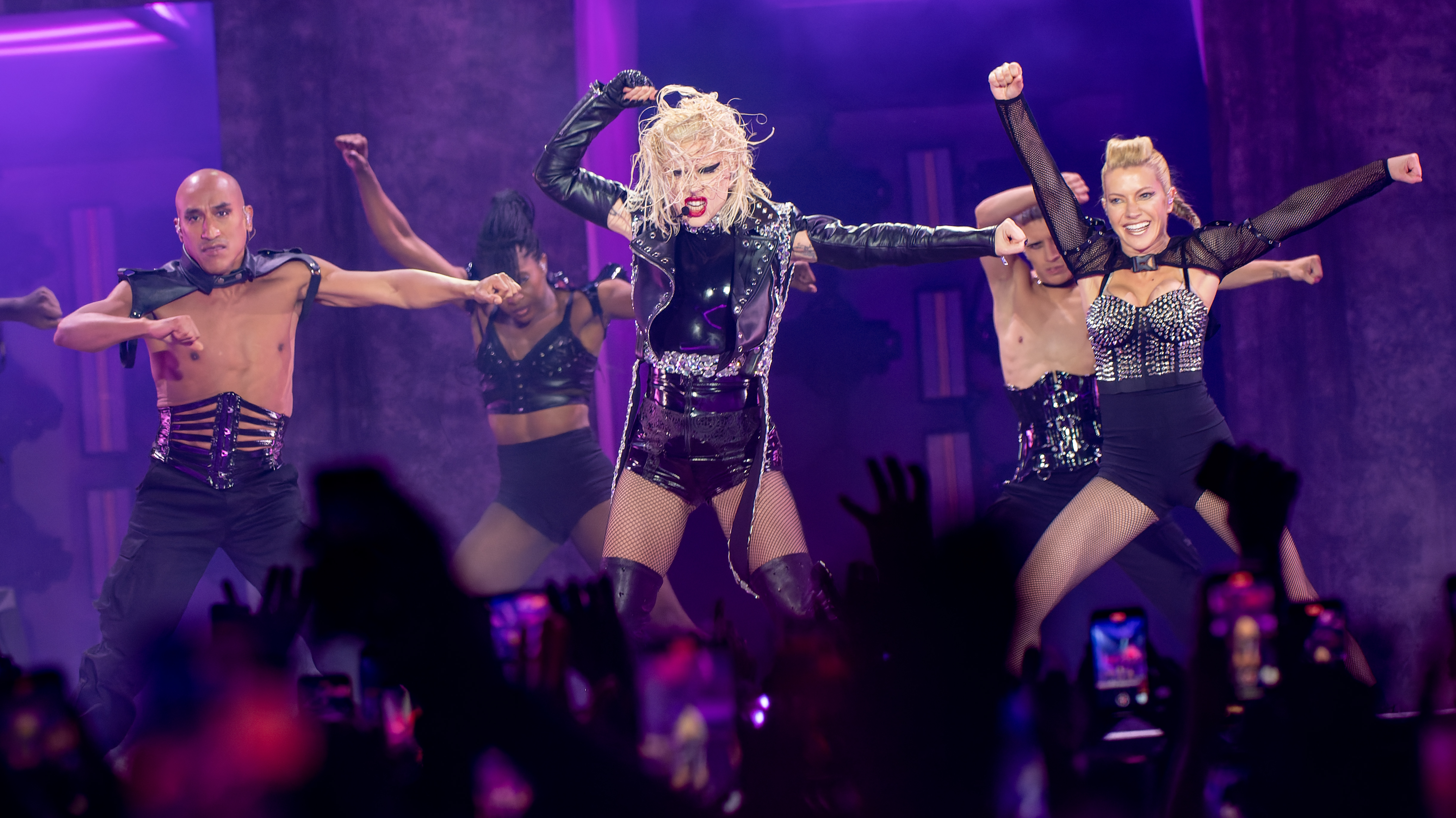
Gaga interpretando «Stupid Love» durante The Chromatica Ball en julio de 2022.

Gaga interpretó la canción por primera vez en los MTV Video Music Awards celebrados el 30 de agosto de 2020. En la actuación, abrió con un interludio de «Enigma», «Chromatica II» y «911», para luego cantar «Rain on Me» con Ariana Grande. Luego, cambió de vestuario para cerrar con «Stupid Love», primero en acústico en un piano con forma de cerebro y después su versión oficial mientras ejecutaba la coreografía. Varios medios aclamaron la actuación destacándola como uno de los mejores momentos del evento. Posteriormente figuró en el repertorio de su gira The Chromatica Ball.
«Stupid Love» fue utilizada durante el episodio «Chapter Eighty-Five: Destroyer» de la serie Riverdale, donde el personaje de Cheryl Blossom (interpretado por Madelaine Petsch) anima un partido de fútbol americano. También sirvió como la canción para el lip sync de las cuatro finalistas de la sexta temporada de RuPaul's Drag Race: All Stars. Una remezcla realizada por BloodPop y Burns fue incluida en la versión de lujo internacional de Chromatica, mientras que una realizada por Ellis se incluyó en la edición para Japón. Otra remezcla hecha por Coucou Chloe formó parte de Dawn of Chromatica (2021).

## Posicionamiento en listas

### Semanales
| Alemania          | German Singles Chart       | 21 |
| Australia         | Australian Singles Chart   | 7  |
| Austria           | Ö3 Austria Top 40          | 17 |
| Bélgica (Flandes) | Ultratop 50                | 20 |
| Bélgica (Valonia) | Ultratop 40                | 14 |
| Canadá            | Canadian Hot 100           | 7  |
| Croacia           | Airplay Radio Chart        | 2  |
| Escocia           | Scottish Singles Chart     | 1  |
| Eslovaquia        | Singles Digitál Top 100    | 13 |
| España            | Top 50 Canciones           | 50 |
| Estados Unidos    | Billboard Hot 100          | 5  |
| Estados Unidos    | Digital Songs              | 1  |
| Estados Unidos    | Radio Songs                | 18 |
| Estados Unidos    | Streaming Songs            | 9  |
| Estados Unidos    | Pop Songs                  | 11 |
| Estados Unidos    | Adult Pop Songs            | 8  |
| Estados Unidos    | Adult Contemporary         | 19 |
| Estados Unidos    | Dance Club Songs           | 14 |
| Estados Unidos    | Hot Dance/Electronic Songs | 1  |
| Estonia           | Eesti Tipp-40              | 11 |
| Finlandia         | Finnish Singles Chart      | 14 |
| Francia           | French Singles Chart       | 36 |
| Grecia            | Digital Singles Chart      | 10 |
| Hungría           | Single (Track) Top 10      | 1  |
| Irlanda           | Irish Singles Chart        | 6  |
| Italia            | Top Singoli                | 15 |
| México            | México Airplay Chart       | 23 |
| Noruega           | VG-lista                   | 22 |
| Nueva Zelanda     | NZ Top 40 Singles Chart    | 23 |
| Países Bajos      | Single Top 100             | 56 |
| Portugal          | Portuguese Singles Chart   | 23 |
| Reino Unido       | UK Singles Chart           | 5  |
| República Checa   | Singles Digitál Top 100    | 7  |
| Suecia            | Sverigetopplistan          | 24 |
| Suiza             | Swiss Singles Chart        | 6  |

- Sucesión en listas

| Predecesor: «ON» de BTS | Digital Songs — Sencillo número 1 9 de marzo de 2020 — 16 de marzo de 2020 | Sucesor: «I Love Me» de Demi Lovato |

### Anuales
| Bélgica (Valonia) | Ultratop 40                | 75 |
| Canadá            | Canadian Hot 100           | 59 |
| Estados Unidos    | Digital Songs              | 61 |
| Estados Unidos    | Adult Pop Songs            | 34 |
| Estados Unidos    | Adult Contemporary         | 49 |
| Estados Unidos    | Hot Dance/Electronic Songs | 6  |
| Reino Unido       | UK Singles Chart           | 98 |

### Certificaciones
| País           | Organismo certificador | Certificación | Ventas certificadas | Ref.   |
| -------------- | ---------------------- | ------------- | ------------------- | ------ |
| Australia      | ARIA                   | 2× Platino    | 140 000             | [ 41 ] |
| Brasil         | ABPD                   | Diamante      | 160 000             | [ 92 ] |
| Canadá         | CRIA                   | 2× Platino    | 160 000             | [ 31 ] |
| España         | PROMUSICAE             | Oro           | 30 000              | [ 93 ] |
| Estados Unidos | RIAA                   | Platino       | 1 000               | [ 94 ] |
| Francia        | SNEP                   | Platino       | 200 000             | [ 39 ] |
| Italia         | FIMI                   | Oro           | 35 000              | [ 37 ] |
| Noruega        | IFPI — Noruega         | Oro           | 30 000              | [ 95 ] |
| Polonia        | ZPAV                   | Platino       | 20 000              | [ 96 ] |
| Portugal       | AFP                    | Oro           | 5000                | [ 97 ] |
| Reino Unido    | BPI                    | Platino       | 600 000             | [ 34 ] |

## Premios y nominaciones
| Año  | Premiación             | Categoría                         | Resultado | Ref.   |
| ---- | ---------------------- | --------------------------------- | --------- | ------ |
| 2021 | Billboard Music Awards | Mejor Canción de Dance/Electronic | Nominado  | [ 98 ] |
| 2021 | BMI Pop Awards         | Reconocimiento especial           | Ganador   | [ 99 ] |